# Artabotrys modestus
Artabotrys modestus Diels – gatunek rośliny z rodziny flaszowcowatych (Annonaceae Juss.). Występuje naturalnie w Kenii oraz Tanzanii. 

## Morfologia
PokrójZimozielony krzew dorastające do 15–4 m wysokości. Pędy są pnące, młodsze owłosione.
LiścieMają kształt od półokrągłego do podłużnego, eliptycznie podłużnego, eliptycznego lub odwrotnie owalnie eliptycznego. Mierzą 3–17,5 cm długości oraz 1,5–6,5 cm szerokości. Są mniej lub bardziej skórzaste, lekko owłosione od spodu. Nasada liścia jest od klinowej do prawie sercowatej. Wierzchołek jest spiczasty. Ogonek liściowy jest mniej lub bardziej owłosiony i dorasta do 1–4 mm długości.
KwiatySą pojedyncze. Rozwijają się w kątach pędów. Działki kielicha mają owalnie trójkątny kształt i dorastają do 5–9 mm długości. Płatki mają owalny lub lancetowaty kształt i zieloną lub zielonożółtawą barwę, osiągają do 15–30 mm długości. Kwiaty mają do 30 nagich słupków o cylindrycznym kształcie i długości 1–5 mm.
OwoceTworzą owoc zbiorowy. Mają elipsoidalny kształt. Osiągają 13–17 mm długości oraz 5–10 mm średnicy. Są owłosione, siedzące. Początkowo mają zielonożółtawą barwę, później zmieniając kolor na czerwony.

## Biologia i ekologia
Rośnie w wiecznie zielonych lasach, na sawannach i w zaroślach. Występuje na wysokości do 500 m n.p.m.